# August Hohenzollern
August, właśc. Fryderyk Wilhelm Henryk August (niem. Friedrich Wilhelm Heinrich August; ur. 19 grudnia 1779 w Berlinie-Friedrichsfelde, zm. 19 lipca 1843 w Bydgoszczy) – książę Prus z dynastii Hohenzollernów, generał pruski.

## Życiorys
Książę August był synem Augusta Ferdynanda, najmłodszego syna króla Fryderyka Wilhelma I, i Anny Elżbiety von Brandenburg-Schwedt z bocznej linii domu Hohenzollernów, bratankiem Fryderyka Wielkiego i szwagrem ks. Antoniego Radziwiłła. W wieku 18 lat otrzymał rangę kapitana, w 1803 roku został majorem, a w 1806 roku podpułkownikiem. Na czele swego batalionu grenadierów wziął udział w bitwie pod Auerstedt, w przededniu której poległ jego starszy brat Ludwik Ferdynand, i po przegranej Prusaków dostał się do niewoli francuskiej, z której powrócił pod koniec 1807 roku.
W 1808 roku książę August udał się do Królewca i otrzymał od kuzyna Fryderyka Wilhelma III stopień generała brygady i dowództwo wschodniopruskiego pułku artylerii. W pułku służył wówczas rówieśnik Augusta, późniejszy polski generał Józef Sowiński, i uzyskał przyjacielską przychylność księcia, który mu potem parę razy pomógł (przy udzieleniu abszytu z armii pruskiej w 1811 roku, zwolnieniu z niewoli rosyjskiej w 1813 roku i uzyskaniu orderu Pour le Mérite w 1821 roku).
Do 1813 roku książę August zajmował się wspólnie z generałem Gerhardem von Scharnhorstem reorganizacją pruskiej artylerii, na jesieni tego roku wziął udział w bitwie narodów pod Lipskiem. W roku 1814 był dowódcą jednego z pruskich korpusów w czasie inwazji aliantów na Francję, potem był jednym z pruskich uczestników kongresu wiedeńskiego. W czasie 100 dni Napoleona przydzielono mu dowództwo pruskich wojsk na froncie północnym. Po ostatecznej klęsce Napoleona książę August powrócił do Prus, gdzie aż do śmierci zajmował się inspekcjami jednostek artylerii w różnych miastach garnizonowych. W czasie jednej z takich podróży zmarł nagle w Bydgoszczy. Pochowano go w grobach Hohenzollernów w berlińskiej katedrze. Posiadał m.in. jako jeden z niewielu bardzo ceniony przez wojskowych rosyjski Order Świętego Jerzego II klasy.
Książę August był najbogatszym właścicielem ziemskim w ówczesnych Prusach. Nie miał legalnego potomstwa, dlatego większa część jego posiadłości powróciła do dóbr Hohenzollernów, lecz pokaźne dobra uzyskali też spowinowaceni z nim Radziwiłłowie.
Książę nigdy się nie ożenił, jednak z dwiema towarzyszkami życia miał jedenaścioro nieślubnych dzieci: czworo z Karoliną Fryderyką Wichmann (1781–1844), później nobilitowaną jako baronowa von Waldenburg, i siedmioro z Augustą Arend (1801–1834), później także uszlachconą jako baronowa von Prillwitz (od majątku Prillwitz, dziś: Przelewice koło Pyrzyc, który został jej podarowany przez Augusta).